# جف هرد
جفری استیون هرد (متولد ۱۵ اوت ۱۹۷۹) سیاستمدار و وکیل آمریکایی اهل ایالت کلرادو است. او که یک جمهوری‌خواه می‌باشد از حوزه انتخابیه سوم کلرادو  در مجلس نمایندگان ایالات متحده حضور دارد.

## دوران اولیه زندگی و شغل
هرد پسر ارشد در بین سه پسر خانواده است. او در شهر گراند جانکشن، ایالت کلرادو بزرگ شد. پدرش روان‌شناس بود و به خانواده‌های کم درآمد مشاوره می‌داد. هنگامی که او در دبیرستان تحصیل می‌کرد، مادرش بر اثر سرطان درگذشت.
هرد از دبیرستان گراند جانکشن فارغ‌التحصیل شد و مدرک لیسانس خود را در رشته فلسفه از دانشگاه نوتردام دریافت کرد. پس از کالج، او برای اتاق بازرگانی منطقه گراند جانکشن کار کرد و سپس در دانشکده حقوق دانشگاه دنور تحصیل کرد و در آنجا مدرک دکترای حرفه‌ای حقوق خود را دریافت کرد. او در سال ۲۰۱۴ به گراند جانکشن بازگشت تا مؤسسه حقوقی خود را راه اندازی کند، سپس به مؤسسه حقوقی استپلتون پریور و پاسکو (Stapleton Pryor & Pascoe) ایرلند پیوست و دفتر گراند جانکشن را مدیریت می‌کند.

## مجلس نمایندگان ایالات متحده آمریکا
انتخابات
۲۰۲۴
در انتخابات ۲۰۲۴، هرد نامزدی خود را از حوزه انتخابیه سوم کلرادو برای حضور در مجلس نمایندگان ایالات متحده آمریکا در مقابل لورن بوبرت اعلام کرد. بعد از اینکه روبرت به حوزه انتخابیه دیگری رفت تا در این انتخابات به رقابت بپردازد، هرد نامزد جمهوری‌خواهان در این حوزه انتخابیه اعلام شد. هرد با غلبه بر آدام فریش، عضو شورای شهر اسپن در ماه نوامبر برنده انتخابات شد.

## زندگی شخصی
هرد و همسرش باربورا پنج فرزند دارند. آنها در گراند جانکشن زندگی می‌کنند.
هرد یک کاتولیک است.